# وانغ جي-وون
وانج جي-وون (هانغل: 왕지원؛ من مواليد 12 نوفمبر 1988 كانت راقصة باليه سابقة وممثلة من كوريا الجنوبية. بعد أن تدربت في مدرسة Royal Ballet School في إنجلترا ودرست الرقص في جامعة كوريا الوطنية للفنون، أصبحت جي-وون عضوًا في فرقة الباليه الوطنية الكورية عام 2009. بعدها بدأها توجهت وانغ للتمثيل في عام 2012 حيث ظهرت في العديد من المسلسلات التلفزيونية الكورية أبرزها أحتاج للرومانسية وقدري أن أحبك.

## أعمالها

### مسلسلات
| سنة  | عنوان                     | الدور                              | القناة         |
| ---- | ------------------------- | ---------------------------------- | -------------- |
| 2012 | Family (2012 TV series)   | معلمة                              | كي بي إس 2     |
| 2013 | الطبيب الجيد              | كيم سون جو                         | كي بي إس 2     |
| 2013 | الورثة                    | يانغ دا كيونغ (الحلقات.17 ، 19-20) | سي بي سي       |
| 2014 | أحتاج للرومانسية 3        | أوه سو ريونغ                       | تي في إن       |
| 2014 | Another Parting           | سيو ها نا                          | دراماكوب       |
| 2014 | قدري أن أحبك (مسلسل 2014) | كانغ سي را                         | إم بي سي       |
| 2015 | محامي طلاق واقع في الحب   | جو سو آه                           | نظام بث سول    |
| 2016 | آلهة خالدة                | لي يو ري                           | نافر تي في     |
| 2017 | السفينة الطيبية ‏          | تشوي يونج اون                      | إم بي سي       |
| 2018 | لاتزال بال17              | كيم تاي رين                        | إس بي إس تي في |

### أفلام
| سنة  | عنوان    | الدور   |
| ---- | -------- | ------- |
| 2017 | One Line | هاي سون |

## روابط خارجية
- وانغ جي-وون على موقع IMDb (الإنجليزية)
- وانغ جي-وون على موقع قاعدة بيانات الفيلم (الإنجليزية)